# Route F88
Pour les articles homonymes, voir F88 et Route 88.
La Route F88 (Þjóðvegur F88) ou  Öskjuleið  est une route islandaise reliant Askja à la Route 1.

## Trajet
- Route 1
- Herðubreið
- Askja